# Cypridopsis helvetica
Cypridopsis helvetica är en kräftdjursart som beskrevs av Kaufmann 1900. Cypridopsis helvetica ingår i släktet Cypridopsis och familjen Cyprididae. Inga underarter finns listade i Catalogue of Life.